# Икарус 452
Икарус 452-2 је југословенски двомоторни, нискокрилни авион на млазни погон са затвореном кабином и стреластим крилима, развијен као експериментални авион на основу претходних млазних авиона Икарус 451М и 451ММ. Авион је пројектовао наш авио конструктор Драгољуб Бешлин а направила га је фабрика авиона Икарус из Земуна. Први пут је полетео 24. јула 1953. године.

## Пројектовање и развој
Пројекат експерименталног пресретача Икарус 452-2 израдила је Конструкторска група бр.9 ГДВИ. Главни пројектант је био авио конструктор Д. Бешлин а главни аеродинамичар инжењер Левачић. Прототип је саградило предузеће Икарус. Авион 452-2 је представљао први домаћи прототип млазног авиона са стреластим крилом. Мада је званично класификован као лаки пресретач он је, због своја два слаба млазна мотора (укупног потиска око 300 daN) и наоружањем од само 2 митраљеза калибра 12,7 мм био, експериментални авион, то јест летећа макета таквог авиона. Саграђени прототип је био двомоторац (са моторима уграђеним у задњи део трупа) а први фабрички лет је извршен 24. јула 1953. године.

## Варијанте
- Икарус 452-2 - авион са два мотора Turbomeca Palas 056А у трупу авиона
- Икарус 452-3 - авион са три мотора Turbomeca Palas 056А у трупу авиона (само пројект)
- Икарус 452 М - са мотором Turbomeca Marbore I уграђеним у трупу авиона (само пројект)

## Оперативно коришћење
Прототип авиона Икарус 452-2 је направљен у једном примерку и био је завршен до 30. априла 1953. године. За овај авион је владало велико интересовање, био је то стварно веома модеран авион за то време па је био приказан маршалу Титу приликом његове посете ваздухопловној изложби 21. маја 1953. године.
Први лет авиона Икарус 452-2 је извршен 24. јула 1953. године. Због отказа мотора, авион је претрпео удес, принудно слетевши у кукурузно поље и више није поправљен. Приликом удеса, пилот Тугомир Пребег је био повређен али је преживео. Накнадна истрага је утврдила да је пад авиона проузроковала грешке у систему за довод горива.
Велика је штета што је овај авион пао при првом пробном лету тако да се нису могле проверити његове перформансе и аеродинамичке особине. Убрзо након пада обустављени су радови на пројекту авиона Икарус 452.

## Земље које су користиле овај авион
| - Југославија-ФНРЈ/СФРЈ |